# 택시더미아
택시더미아(Taxidermia)는 프랑스에서 제작된 기요로기 폴피 감독의 2006년 영화이다. 크사바 크제네 등이 주연으로 출연하였고 가브리엘 크란젤빈데르 등이 제작에 참여하였다.

## 출연

### 주연
- 크사바 크제네

### 조연
- 피로스카 몰너
- 가보 메이트
- 어윈 레더

## 제작진
- 미술: 아드리엔 아스즈탈로스
- 의상: 줄리아 팟코스